# Санитарна инспекција АП Војводине
Санитарна инспекција АП Војводине је ужа унутрашња јединица Сектора за санитарни надзор и јавно здравље Покрајинског секретаријата за здравство. Санитарна инспекција је обавља послове санитарног надзора, а организована је по одељењима и одсецима за санитарну инспекцију.

## Послови у области санитарног надзора
Послови у области санитарног надзора су:
- припремање предлога стратегија, програма и планова у области санитарног надзора на територији Покрајине
- обезбеђење услова за спровођење активности у области јавног здравља који се односе на друштвену бригу за здравље
- обављање инспекцијских и са њима повезаних стручних послова који обухватају санитарни  надзор у областима заштите становништва од заразних и незаразних болести и изложености дуванском диму, безбедности хране, здравствене исправности предмета опште употребе у производњи и промету, јавног снабдевања становништва  хигијенски исправном водом за пиће и угоститељства
- на позив министарства надлежног за послове здравља учешће у радним групама и давање мишљења у припреми прописа у области јавног здравља и у области санитарног надзора
- сарадња, учешће у координацији и припреми домаћих и међурегионалних пројеката
- израда упутстава за рад санитарних инспектора
- давање мишљења у вези са применом прописа у области санитарног надзора
- давање мишљења у вези са вршењем послова санитарне инспекције
- припремање одговора на тужбе у вези са вођењем управног спора и одговоре на тужбе због накнаде штете у вези са вођењем управног поступка инспектора
- израду нацрта записника о извршеном надзору над радом санитарних инспектора
- праћење ефикасности спровођења мера санитарног надзора
- решавање у управним стварима у првом степену
- санитарни надзор у областима и објектима који подлежу санитарном надзору у складу са законом
- контролу санитарно-хигијенског стања објеката под санитарним надзором и средстава јавног саобраћаја
- надзор над лицима која подлежу санитарном надзору
- превентивномедицинску делатност над лицима која су законом стављена под здравствени надзор
- надзор над постројењима, уређајима и опремом која се користи ради обављања делатности под санитарним надзором
- давање мишљења на планска документа, урбанистичке и просторне планове
- давање мишљења о санитарним условима у поступку издавања акта о урбанистичко-техничким условима у поступцима изградње објеката под санитарним надзором
- утврђивање испуњености услова пре изградње или реконструкције објеката у којима се обавља здравствена делатност, јавно снабдевање становништва водом за пиће и производње животних намирница путем индустријских постојења
- утврђивање испуњености услова у објектима за које није потребна претходна сагласност за рад
- контрола нове хране, дијететских производа, дечије хране-замене за мајчино млеко, дијететских суплемената и соли за исхрану људи и производњу адитива, арома, ензимских препарата неживотињског порекла и помоћних средстава неживотињског порекла, као и воде за пиће у оригиналној амбалажи (стона вода, минерална вода и изворска вода), као и воде за јавно снабдевање становништва водом за пиће у свим фазама производње, прераде и промета, као и испитивање здравствене исправности предмета опште употребе
- утврђивање хигијенске исправности воде за пиће
- надзор над спречавањем и сузбијањем заразних болести
- поступање по представкама и предлозима грађана
- по решењу министра надлежног за послове здравља организовање предавања и полагања испита за стицање основних знања о хигијени хране и личној хигијени
- Пројекат ”Софтвер-Санитарни надзор на територији АПВ”
- доноси решење о одређивању зоне санитарне заштите изворишта на територији АП Војводине

## Одељења за санитарну инспекцију
Одељења за санитарну инспекцију имају седишта у:
- Новом Саду, за јединице локалне самоуправе општина Бач, Бачка Паланка, Бачки Петровац, Беочин, Бечеј, Врбас, Жабаљ, Србобран, Сремски Карловци, Темерин, Тител и за град Нови Сад
- Сремској Митровици, за јединица локалне самоуправе општина Инђија, Ириг, Пећинци, Рума, Стара Пазова, Шид и град Сремска Митровица
- Суботици, за јединице локалне самоуправе општина Бачка Топола, Мали Иђош и град Град Суботица
- Сомбору, за подручје јединица локалне самоуправе општина Апатин, Кула, Оџаци и град Сомбор
- Зрењанину, за јединице локалне самоуправе општина Житиште, Нова Црња, Нови Бечеј, Сечањ и град Зрењанин

## Одсеци за санитарну инспекцију
Одсеци за санитарну инспекцију имају седишта у:
- Кикинди, за јединице локалне самоуправа општина Ада, Кањижа, Нови Кнежевац, Сента и Чока
- Панчеву,  за подручје јединица локалне самоуправе општина Алибунар, Бела Црква, Ковачица, Ковин, Опово, Пландиште и градове Вршац и Панчево.